# Tomás Berreta
Tomás Berreta Gandolfo (Montevideo, 22 de noviembre de 1875 - Montevideo, 2 de agosto de 1947) fue un agricultor, policía, funcionario y político uruguayo, perteneciente al Partido Colorado, quien ejerció como presidente de la República Oriental del Uruguay entre el 1 de marzo de 1947 hasta su fallecimiento el 2 de agosto de ese mismo año. Fue sucedido en el cargo por su vicepresidente, Luis Batlle Berres.
De orígenes humildes, no asistió a la escuela y comenzó con muy temprana edad a trabajar en tareas agrícolas para ayudar a su familia. En 1892 conoce al que sería dos veces presidente de la República, José Batlle y Ordóñez, quien le recomendó entrar en la policía nacional.
Renuncia en 1901, pero posteriormente desempeñaría otros cargos administrativos. Participa dentro del bando del gobierno en los conflictos de la Revolución de 1897 y en la Guerra Civil de 1904, siendo en un momento de esta última capturado y donde conoce en persona al caudillo nacionalista Aparicio Saravia.
En 1904 se instala definitivamente en Canelones, donde pasaría el resto de su vida. Allí comienza el ascenso de su carrera política, desempeñándose primero como Jefe político y de policía del departamento y posteriormente siendo nombrado en 1917 por el presidente Feliciano Viera como intendente de Canelones.
Su administración municipal lo lleva a convertirse en un caudillo importante del batllismo en Canelones. En 1922 es electo como diputado en representación del departamento y se mantiene en el cargo hasta su ingreso al Consejo Nacional de Administración en 1930.
Es detenido y luego desterrado por ser opositor al golpe de Estado de 1933 del presidente Gabriel Terra. Regresa al país tras ser levantados los destierros a fines del año 1935 y en 1942 forma parte del Consejo de Estado de ese año que sustituyó a las cámaras legislativas y que tuvo a su cargo la redacción de la Constitución de 1942.
En las elecciones de ese año es nuevamente electo como intendente de Canelones y también como senador, pero no ocupa ninguno de los dos cargos ya que acepta ocupar la titularidad del Ministerio de Obras Públicas. Para las elecciones de 1946 se convierte en el candidato presidencial del batllismo, logrando triunfar en los comicios.
Asume como presidente de la República Oriental del Uruguay el 1 de marzo de 1947, sin embargo fallece a pocos meses en el 2 de agosto a causa de un cáncer de próstata. Fue sucedido en el cargo por su vicepresidente, Luis Batlle Berres.

## Primeros años

### Familia y juventud
Tomás Berreta nació el 22 de noviembre de 1875 en la quinta de su padre en el Peñarol Viejo, Montevideo.
Era descendiente de italianos por ambos lados. Su padre era Juan Berreta, quien había llegado a Uruguay a los siete años desde el Piamonte, fue un partidario del liberalismo de Garibaldi. Su madre, Rosa Gandolfo, era argentina, pero sus progenitores eran genoveses que tuvieron que cruzar el Río de la Plata por la tiranía de Juan Manuel de Rosas.
No realizó la educación primaria; su madre fue quien le enseñó a leer y escribir. Completó su educación con un maestro particular, Felipe Pagani.
Comenzó tempranamente a ayudar en las tareas agrícolas de la chacra familiar. Pero la crisis económica de 1890 golpea fuerte a su familia, por lo que opta por salir a trabajar fuera del hogar para ayudar a la economía familiar. Con sólo catorce años se hace tropero, siendo diestro jinete, e incluso ganando algunos pesos cortando trigo en las costas del arroyo Miguelete.
También se empleó en la quinta de recreo de su vecino, un francés llamado Saturnino Ribes con una enorme biblioteca repleta de varios volúmenes en la que un joven Berreta mataba el tiempo.
En 1892 un hecho fortuito es determinante para su futura vocación política. Para denunciar un atropello que había sufrido su familia por las autoridades, Berreta concurre al diario "El Día", en donde lo atiende José Batlle y Ordóñez que defenderá la causa de su familia. Batlle se convertiría en su maestro en la actividad partidaria y política en gran parte de su vida.

### Policía
En 1896, unas semanas antes de los comicios generales de noviembre, los blancos se levantan en armas momentáneamente (un antecedente de la Revolución de 1897). Consultando nuevamente a Batlle este le recomienda que se incorpore al personal de una comisaría, para estar cercano a la capital y pronto para cualquier eventualidad. Así, a fines de 1897, Berreta, presentado por el veterano legislador Tulio Freire, ingresa como escribiente en la Comisaría de Colón dirigida por el coronel Primitivo Larrobla.

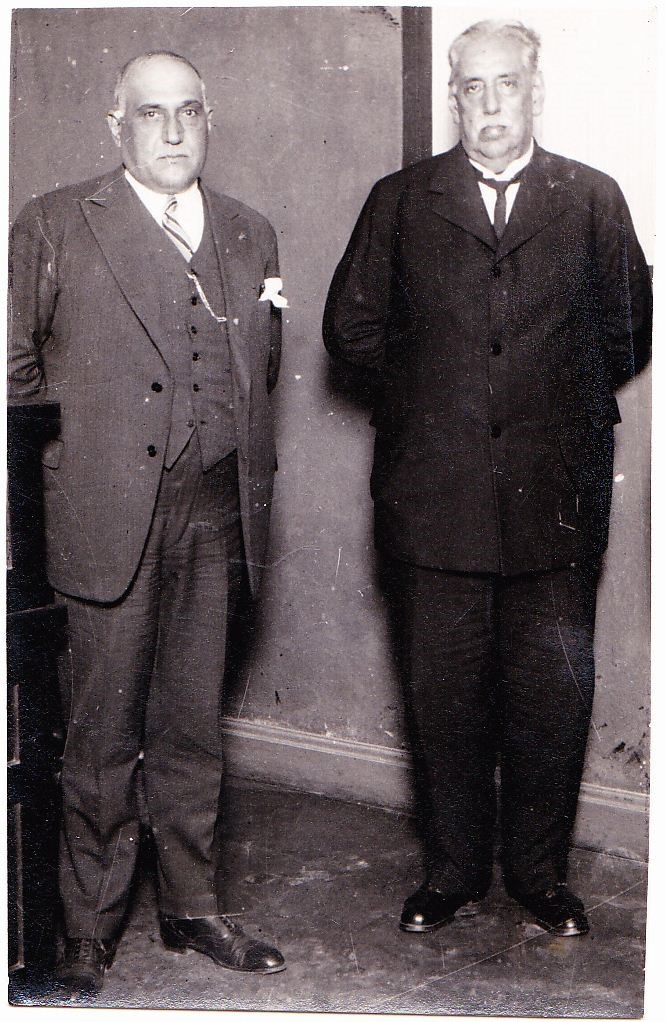
Tomás Berreta (izq.) junto a José Batlle y Ordóñez (der.).

En marzo de 1897, los caudillos blancos Aparicio Saravia y Diego Lamas se lanzan a la revolución (Revolución de 1897). Tomás Berreta, formando parte del Regimiento de Extramuros, integra la División Canelones. No interviene en ningún encuentro. En cambio, conoce plenamente la campaña del departamento de Canelones y se adiestra en la vida de los campamentos. La revolución dura de marzo a setiembre. Finalizada la contienda, Berreta regresa a Colón.
En agosto de 1901, Berreta ya como comisario es inspector de una patrulla es uno de los protagonistas en un enfrentamiento entre fuerzas policiales y una huelga de trabajadores de La Teja. Pocos meses después renuncia a su cargo en la policía y al poco tiempo ingresa a trabajar en la Dirección de Abasto de Montevideo.

### Guerra civil de 1904
Al estallar en 1904 el conflicto armado comandado por el caudillo Aparicio Saravia, Berreta le comunica a Batlle su deseo de incorporarse al ejército del sur que comandaba el general Justino Muniz, pero Batlle le pidió que por sus conocimientos de la zona formase parte de la División Canelones.
El 28 de enero arribó a Fray Marcos la brigada al mando del general Benigno Carámbula, unos mil ochocientos hombres, en la cual iba a recibir su bautismo de fuego Tomás Berreta, con el rango de Teniente.En la madrugada del domingo 31 de enero, dio comienzo la batalla de Fray Marcos, donde las fuerzas del gobierno que se habían puesto al mando del general Melitón Muñoz sufrirían una estrepitosa derrota a manos del ejército de Saravia.
Es hecho prisionero después de la batalla y junto al coronel Cándido Acuña se entrevistan cara a cara con el caudillo Aparicio Saravia en su campamento, quien poco después ordena su libertad y la de otros prisioneros. Vuelve a la lucha en la nuevamente organizada División Canelones hasta la victoria del bando gubernamental tras la muerte de Saravia días después de la batalla de Masoller.

## Carrera política

### Inicios
A fines de 1904 se instala definitivamente en villa de Guadalupe, hoy en día ciudad de Canelones. Allí ayudará a organizar clubes políticos y recorre el departamento.
El 22 de enero de 1905 se efectuaron elecciones de diputados, en las que Berreta no aceptó ser candidato argumentando no estar preparado para esa responsabilidad. Ese mismo año, poco después haber comenzado a ocupar el puesto administrativo de Inspector de Impuestos Internos (designado por Batlle y manteniendo este cargo hasta 1912), se casa con Juana María "Juanita" Etchemendy, con la que tiene cinco hijos.
Blanca Anita, Rivera Tomás, María Clerida, Sarandí Andrés y Tabaré Juan. Rivera Berreta sería posteriormente también intendente de Canelones.

### Jefe político y de policía de Canelones
Batlle asume por segunda vez como presidente en marzo de 1911. En el mes de septiembre de 1912 Berreta es nombrado Administrador de Rentas y Jefe de Correos de Canelones, manteniéndose en el cargo unos seis meses y medio ya que en 1913 es nombrado como Jefe Político y de Policía de Canelones. El Jefe Político y de Policía era, según la constitución de 1830, un funcionario delegado del Poder Ejecutivo para el mantenimiento del orden y la seguridad individual de los habitantes en el departamento donde ejerciera su cometido, encargado de asuntos como la reprensión de la delincuencia.
El fomento de las obras públicas y la defensa de los agricultores son de sus objetivos fundamentales. Apoya los deseos de los vecindarios de distintas secciones cuando solicitan mejor servicio municipal, caminos, alcantarillas, etc. En el invierno de 1914 Batlle le telegrafía que el célebre matrero Martín Aquino, luego de haber dado de muerte al comisario floridense Juan Ignacio Cardozo, se había refugiado en los montes del Santa Lucía. Por muy poco se le escapa en las cercanías de San Ramón. El 13 de marzo de 1916, por esfuerzos tanto de Berreta como de los legisladores del departamento, se cambia el nombre de Villa de Guadalupe por el de ciudad de Canelones.

### Intendente de Canelones
Nombrado por el presidente Feliciano Viera, el 4 de diciembre de 1917 Berreta toma posesión del cargo de Intendente de Canelones.

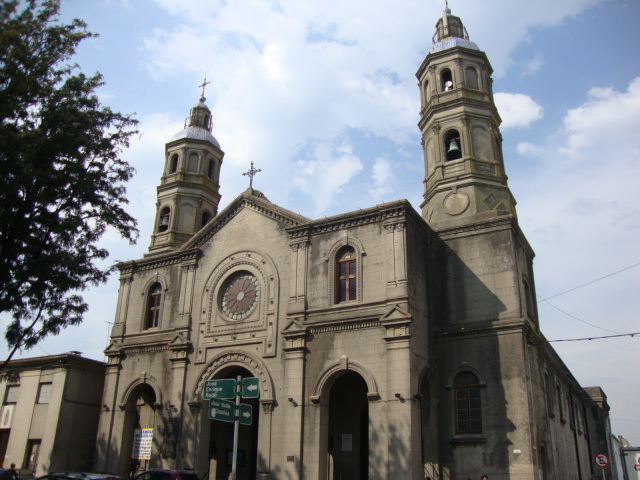
Catedral de Nuestra Señora de Guadalupe, ubicada en la ciudad de Canelones.

Ocupa el cargo casi tres años y en ellos reorganiza los servicios municipales, se preocupa por las escuelas y carreteras, por los suministros de agua potable y se preocupa por los problemas económicos o ambientales del departamento. En marzo de 1917 se amplía el alumbrado público de Pando, el 15 de abril comienzan a instalarse las aguas corrientes en Tala, en agosto comienza a funcionar la luz eléctrica en Canelones, el 28 de abril de 1918 Berreta presenta a la Junta Económica Administrativa de Canelones el primer plan de Obras Públicas Municipales, entre otras acciones.
Establecida la Constitución de 1919, es electo por primera vez por la ciudadanía. Asume en enero de 1920 como primer titular al Concejo Departamental de Canelones, órgano que actuaba como Poder Ejecutivo del departamento de acuerdo a la nueva Constitución.

### Ascenso político
En 1921 renuncia al Concejo Departamental y es electo en las elecciones de 1922 como diputado por Canelones junto a César I. Rossi, Mateo Legnani y César Mayo Gutiérrez. Se mantuvo en el cargo hasta 1928, siendo ratificado por la ciudadanía en las elecciones de 1925 y en las de 1928, desempañando ardua labor legislativa en asuntos primordialmente relacionados al agro.

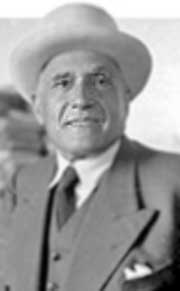
Tomás Berreta.

Su figura comienza a tomar dimensión nacional por lo que es postulado como suplente al Consejo Nacional de Administración en 1928 a pedido de Batlle. En las elecciones de 1930 es candidato en segundo lugar y es electo como candidato a titular en el Consejo Nacional de Administración. Ingresando ese mismo junto al colorado Juan P. Fabini y el nacionalista Alfredo García Morales, ya sin la influencia de Batlle quien había fallecido en 1929.

### Exilio político
El 31 de marzo de 1933 el presidente Gabriel Terra dio un golpe de Estado, y entonces Tomás Berreta fue detenido junto a otros dirigentes políticos opositores. Marcha al destierro, estando en Río de Janeiro y luego en Buenos Aires. Retorna en 1934, pero su prédica opositora contra el terrismo lo obliga a ir otra vez al exilio a fines del mismo año, buscando asilo en la embajada paraguaya en Montevideo. Tenía casi 60 años y sufría una afección en la próstata.
Participó en la elaboración de la Revolución de enero de 1935, junto con otros actores políticos, queriendo derrocar a Terra, pero la misma fracasó. Fue operado en Buenos Aires y vivió en el sur de Brasil, como en Porto Alegre. 

### Regreso a Uruguay
Retornó a Uruguay al ser levantados los destierros a fines del año 1935. Participa en la reorganización del batllismo, aunque este movimiento se abstendría de participar en las elecciones de marzo de 1938. Berreta fue orador en el recordado "Mitín de julio" de ese año con la consigna "Por la nueva Constitución y Leyes Democráticas".
Integró en 1940 la Comisión de Reforma Constitucional convocada por el presidente Alfredo Baldomir y dos años más tarde apoyó el quiebre institucional llevado a cabo por el presidente. Berreta formó parte del Consejo de Estado de ese año que sustituyó a las cámaras legislativas y que tuvo a su cargo la redacción del nuevo texto que regiría la vida de los uruguayos.

### Ministro de Obras Públicas

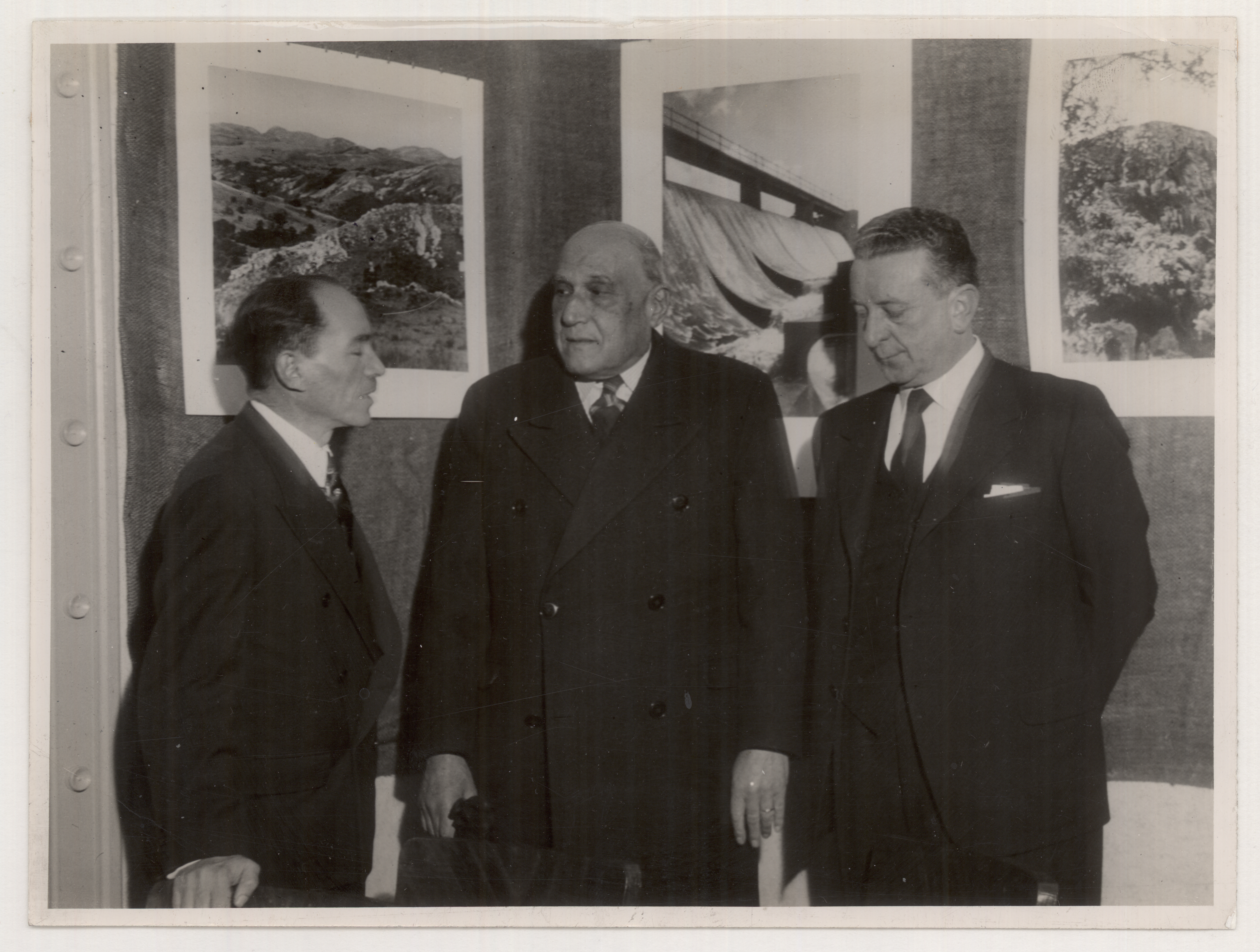
De izquierda a derecha: el escribano Bernardo Pérez Fourcade, el ministro de Obras Públicas Tomás Berreta y el Intendente de Lavalleja Carlos de Medina en 1945.

En las elecciones de 1942 Berreta es electo como Intendente de Canelones y también como Senador, pero no ocupa ninguno de los dos cargos ya que acepta el ofrecimiento del novel presidente Juan José de Amézaga de ocupar la titularidad del Ministerio de Obras Públicas.

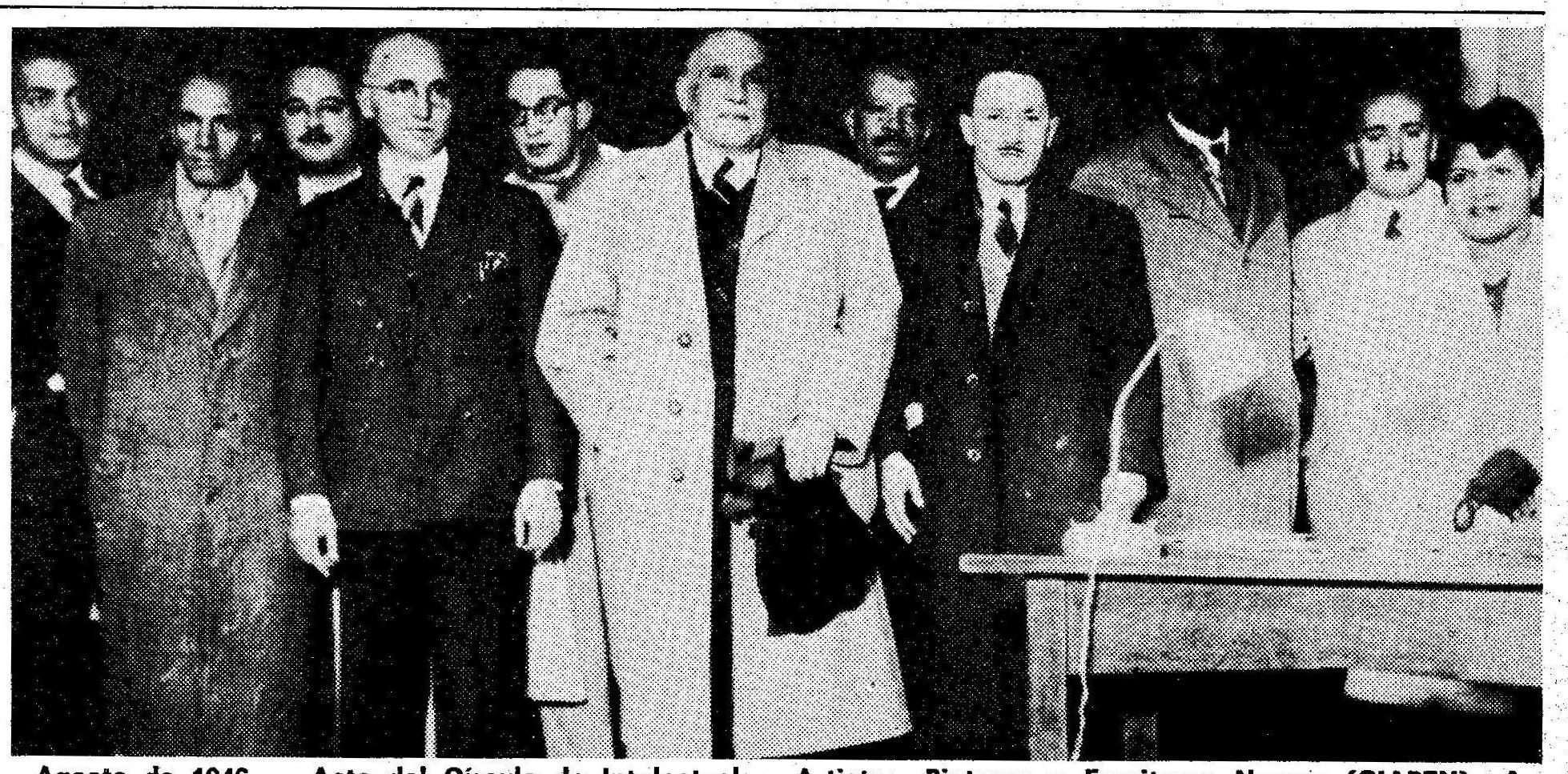
El ministro Berreta en una reunión del CIAPEN.

Bajo el gobierno del presidente Amézaga se desempeñó como Ministro de Obras Públicas y llevó a cabo el plan quinquenal de obras públicas con una inversión inicial de 70 millones de pesos, dinero que se obtuvo mediante el permiso de endeudamiento interno otorgado por la Asamblea General mediante la Ley 10.589 en el año 1944. El Plan de Obras Públicas por $ 70.000.000 aprobado el 23 de diciembre de 1944 y elevado por ley de 20 de diciembre de 1945 a $ 84.000.000 al incluir las obras de saneamiento.
El plan tendría como resultado la construcción de carreteras, puentes y caminos, entre las que se destaca la hoy "Ruta 3 General General José Gervasio Artigas".

### Elecciones de 1946

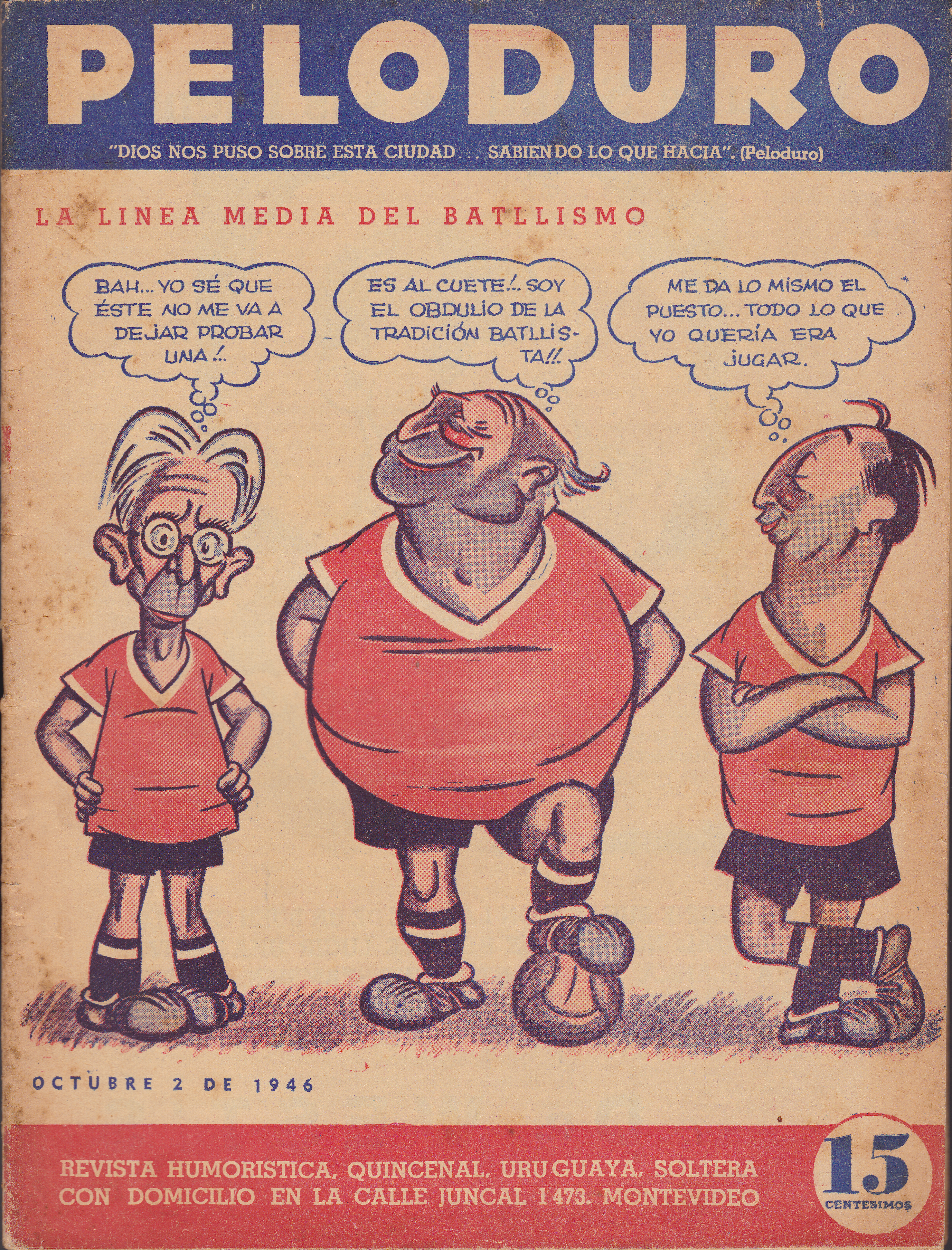
Caricatura sobre los candidatos del batllismo en las elecciones de 1946. Martínez Trueba (izq.) a la intendencia de Montevideo, Berreta (medio) a la presidencia y Batlle Berres (der.) como vice.

Acercándose las elecciones de 1946, el batllismo fue unido y eligió a Berreta como su candidato a la presidencia. Tras varias negociaciones internas, su compañero de fórmula fue el joven legislador y sobrino de José Batlle y Ordóñez, Luis Batlle Berres.
Dentro del Partido Colorado, junto a la candidatura batllista de Berreta, también se presentó una candidatura blancoacevedista encabezada por el exministro Rafael Schaffino y la candidatura del expresidente Alfredo Baldomir.
La fórmula Berreta - Batlle Berres resultó ganadora, lo que significó la vuelta del batllismo como sector mayoritario dentro del Partido Colorado.

### Viaje a Estados Unidos

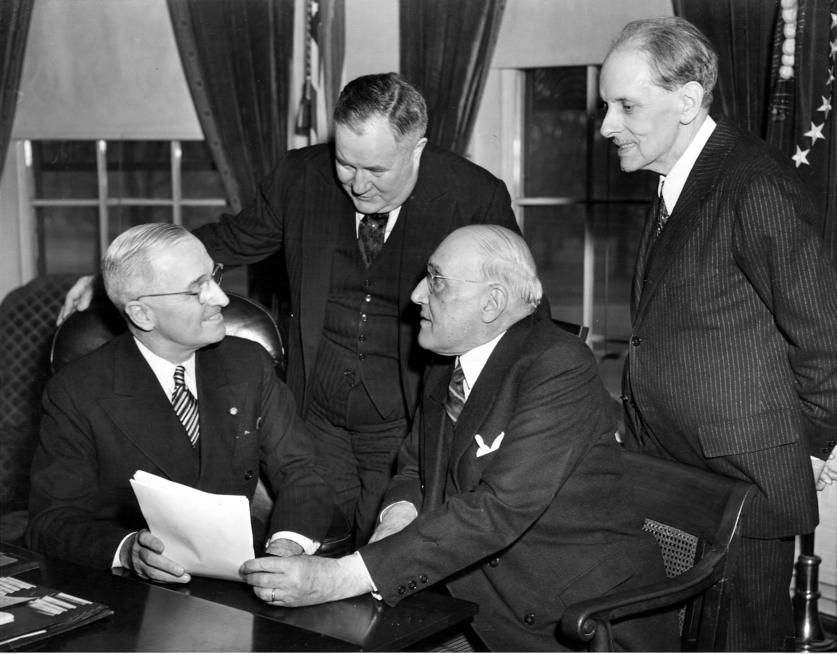
Sentados, de izquierda a derecha: Harry S. Truman, presidente de los Estados Unidos, y Tomas Berreta, presidente de Uruguay. Parados, de izquierda a derecha: Spruille Braden, subsecretario de Estado y Juan Carlos Blanco, embajador uruguayo.

En calidad de presidente electo, Tomás Berreta fue invitado por el gobierno norteamericano a visitar Estados Unidos, práctica que desarrollará este país con los presidentes electos de América Latina, en una estrategia de asegurar alianzas e influencias.

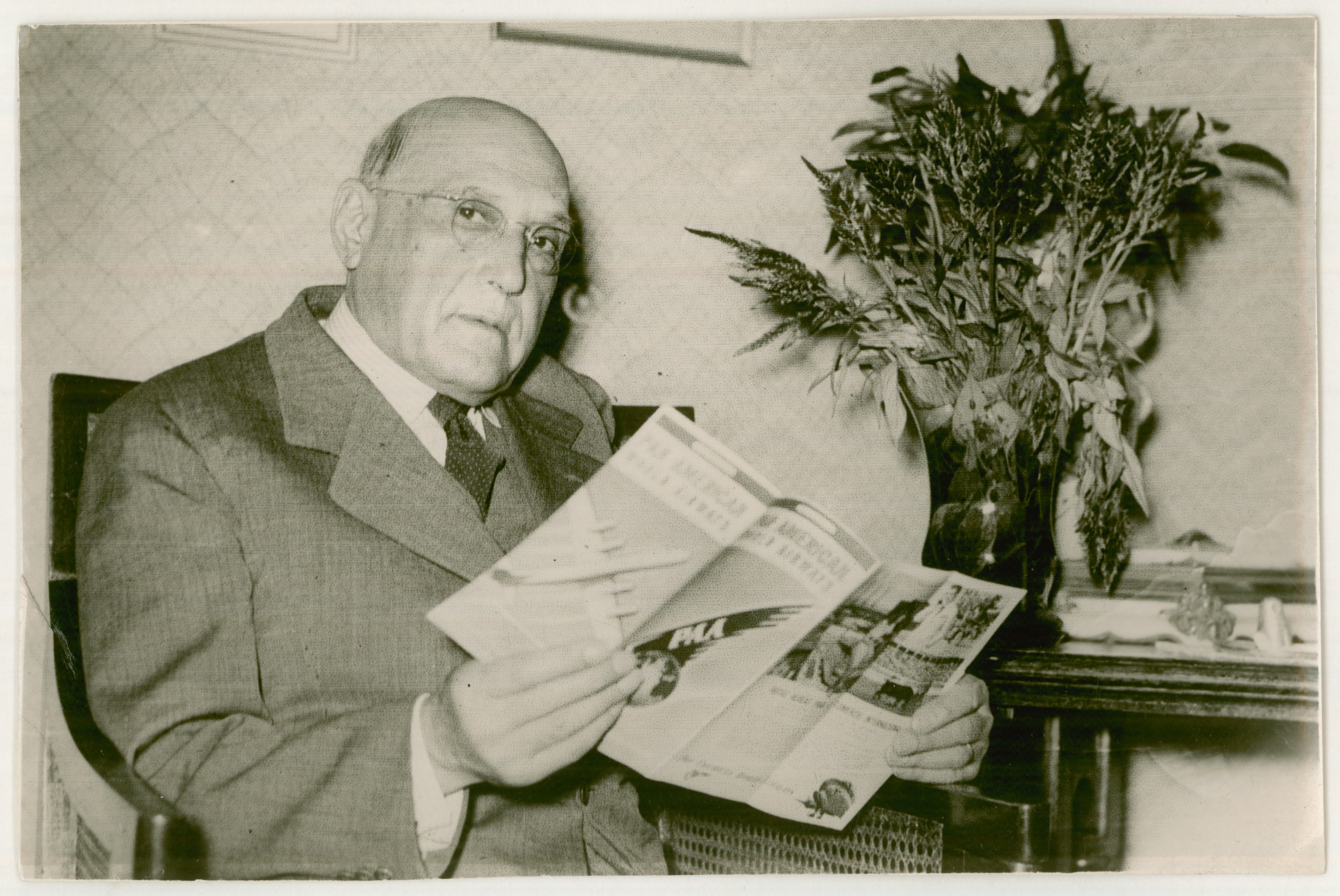
El presidente electo Tomás Berreta leyendo el periódico durante su visita a Estados Unidos en febrero de 1947.

Esta visita se concretó en febrero de 1947, siendo criticado por parte de la prensa nacionalista como Carlos Quijano, quien escribió: “Don Tomás se va a Estados Unidos. Está bien. Es la reproducción en el tiempo del viaje a Canosa. ¿Cómo se puede gobernar en estos tiempos caóticos sin recoger el espaldarazo de Washington?". 
La comitiva uruguaya visitó las ciudades de Miami, Philadelphia y Nueva York; luego se entrevistó en Washington D. C. con el presidente estadounidense Harry S. Truman. 
Allí compró equipos mecánicos para fomentar el agro y gran cantidad de alambre para subdividir las grandes extensiones rurales, aportes previstos para el desarrollo de las agroindustrias.
Además, Berreta tenía interés en asegurarse el apoyo de Estados Unidos ante las tensiones crecientes con el país vecino de Argentina.

## Presidencia de la República

### Asunción

Caricatura de la sucesión presidencial y las diferencias entre ambos mandatarios. Amézaga, jurista y bien letrado, representado con Platón; mientras que Berreta, campechano y llano, leyendo el Martín Fierro.

Tomás Berreta asumió el 1 de marzo de 1947 como presidente de la República Oriental de Uruguay, con 71 años de edad. Recibiendo de parte del presidente saliente, Juan José de Amézaga, la banda presidencial.
Un fragmento de su discurso es el siguiente:

"[…] Tenemos que ir perfeccionando nuestros Institutos sociales, de modo que cada hombre pueda gozar de un nivel de vida suficiente en lo físico y espiritual.
Estas conquistas, para ser efectivas y duraderas, tienen que estar basadas en una economía próspera. Hay que asegurar una cada día mayor justicia distributiva pero, si no se crean riquezas, la equidad de la distribución no será más que ilusoria. Para hacerla real superar las dificultades propias de un período universal de escasez y abrir cauces nuevos al progreso en todos los órdenes de la vida, se impone la necesidad de incrementar la producción. […]"

### Cobro de la deuda
Tras la Segunda Guerra Mundial distintos países europeos habían contraído deudas con el Estado uruguayo.
El presidente Berreta envió al Reino Unido una misión diplomática encabezada por el doctor Gustavo Gallinal con el propósito de renegociar la deuda que mantenía el Reino Unido con Uruguay. El 15 de julio de 1947 Uruguay y Reino Unido suscriben un convenio de pagos en el cual se establece que la deuda es de £ 17.000.000 a la cual se le aplica una quita del 10% y el saldo restante queda disponible para la compra de empresas del Reino Unido existentes en Uruguay, en especial, empresas de transporte y de servicios públicos. [cita requerida]

Caricatura sobre el reparto de entes autónomos del gobierno.

La deuda británica fue pagada con la venta al Estado uruguayo de los ferrocarriles, los tranvías y el servicio de agua potable, hecho que se completaría durante la presidencia de Batlle Berres.

### Infraestructura y educación
Poco tiempo después de asumir, se creó el Liceo Militar “Gral. Artigas”. Fue creado el 13 de marzo de 1947, mediante el Decreto Nº 9.010 del Poder Ejecutivo, con la denominación de "Liceo Militar".
En el 22 de mayo el presidente Berreta llega a la ciudad de Artigas en tren. Luego se traslada a un puente provisional que se había tendido sobre el río Cuareim para dar la bienvenida al presidente del Brasil, Gral. Gaspar Dutra. Horas más tarde ambos mandatarios firmaron un convenio para la construcción de un puente internacional que uniría las ciudades de Artigas (Uruguay) y Quaraí (Brasil). Recién en 1967 comenzarían los trabajos para realizarlo y el 3 de abril de 1968, con la presencia de los presidentes Jorge Pacheco Areco de Uruguay y Artur da Costa e Silva de Brasil, se inauguraría como el "Puente Internacional de la Concordia".
Además, fue impulsor de la creación del Instituto Nacional de Colonización, que se creó póstumamente con la Ley N.º 11.029, sancionada el 12 de enero de 1948. Organismo encargado adoptar un conjunto de medidas para promover una racional subdivisión de la tierra y su adecuada explotación, en procura del aumento y la mejora de la producción agropecuaria y la radicación y bienestar del trabajador rural.

### Conflicto sindical

Caricatura política sobre las reformas proyectadas por el gobierno en el ámbito sindical.

El breve gobierno de Berreta estuvo marcado por la conflictividad sindical y por una serie de iniciativas gubernamentales que intentaron reglamentar el ámbito sindical.
Ante la huelga de los trabajadores ferroviarios, iniciada a pocos semanas de asumir Tomás Berreta la presidencia, se elaboraron tres proyectos de ley: una ley de ilicitud de la huelga en los servicios públicos, otra de reglamentación de los sindicatos y una tercera que creaba tribunales de conciliación y arbitraje. De estas, solo la tercera fue aprobada, pero no llegó a ser aplicada.
Los sindicatos percibieron estas medidas como un intento de perseguir el objetivo principal de reglamentar la actividad sindical y reformular la ley de Consejos de Salarios lograda durante la presidencia de Amézaga.
En consecuencia, se efectivizó un paro general el 30 de junio de 1947. Contó con el apoyo de la UGT (Unión General de Trabajadores), de diversos sindicatos «autónomos» y logró que quedaran sin efecto los proyectos del presidente.

### Fin del gobierno
Berreta falleció en agosto, en pleno mandato a 5 meses de haber asumido la presidencia, a causa de un cáncer de próstata y luego de ser intervenido quirúrgicamente en el Hospital Italiano de Montevideo. 
Fue sucedido por su vicepresidente, Luis Batlle Berres, hasta completar el período de gobierno, que concluía en marzo de 1951.

### Gabinete de gobierno
Nombres del gabinete de gobierno:
| Ministerios y ministros del gobierno de Tomás Berreta | Ministerios y ministros del gobierno de Tomás Berreta | Ministerios y ministros del gobierno de Tomás Berreta |
| Ministerio                                            | Ministros                                             | Período                                               |
| ----------------------------------------------------- | ----------------------------------------------------- | ----------------------------------------------------- |
| Ministerio del Interior                               | Giordano Eccher                                       | 1947                                                  |
| Ministerio de Relaciones Exteriores                   | Mateo Marqués Castro                                  | 1947                                                  |
| Ministerio de Economía y Finanzas                     | Ledo Arroyo Torres                                    | 1947                                                  |
| Ministerio de Defensa Nacional                        | Pedro Munar                                           | 1947                                                  |
| Ministerio de Instrucción Pública y Previsión Social  | Francisco Forteza                                     | 1947                                                  |
| Ministerio de Obras Públicas                          | Orestes Lanza                                         | 1947                                                  |
| Ministerio de Industria y Trabajo                     | Alberto Fermín Zubiría                                | 1947                                                  |
| Ministerio de Salud Pública                           | Enrique Claveaux                                      | 1947                                                  |
| Ministerio de Ganadería, Agricultura y Pesca          | Aquiles Espalter                                      | 1947                                                  |

## Homenajes

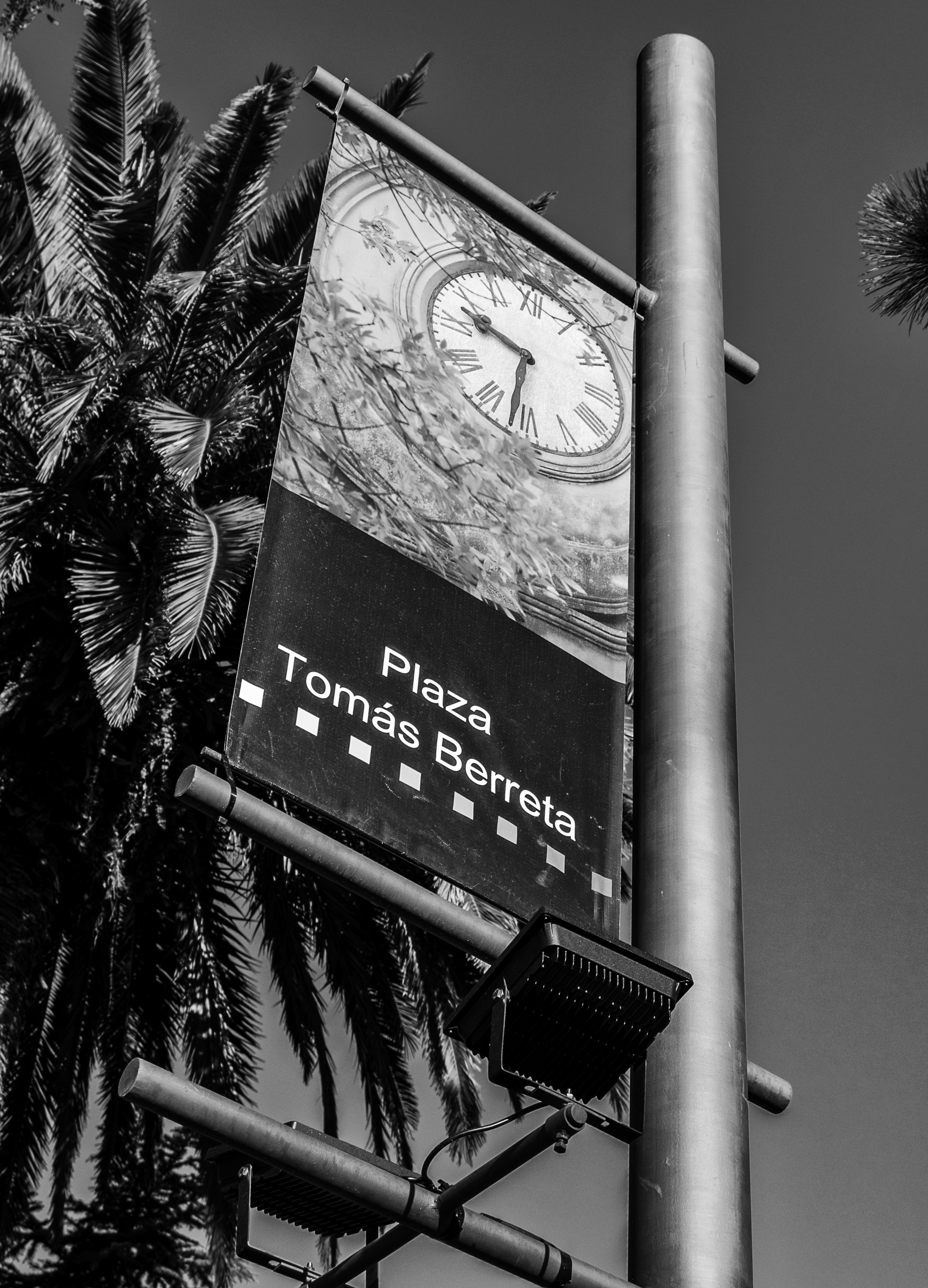

Varios sitios en Uruguay llevan su nombre; en el departamento de Canelones:
- La Escuela Superior de enología
- El Liceo Departamental N.° 1 de la ciudad de Canelones
- La plaza principal de la ciudad de Santa Lucía llevan su nombre como homenaje.
- La casa del Partido Colorado en la ciudad de Canelones lleva el nombre "Don Tomás Berreta".
- La plaza de la ciudad canaria de Migues se llama "Plaza Tomás Berreta"

Mientras que en otros lugares:
- En Montevideo, llevan su nombre un tramo de la Rambla montevideana en el barrio de Carrasco y la escuela N.º 179 del barrio Punta de Rieles.
- La Costanera Sur de Salto se llama "Tomás Berreta".
- La Ruta 103, se llama Presidente Tomás Berreta.
- En el departamento de Río Negro, cerca del Balneario Las Cañas, antiguamente la Estancia La Pileta propiedad del Frigorífico Anglo, el Instituto de Colonización repartió entre 100 colonos aproximadamente tierras con el nombre "Colonia Presidente Tomás Berreta".[14]
- En el departamento de Colonia, un puente sobre el arroyo Rosario, conocido por «Puente de Mugglin» pasó a llamarse "Tomás Berreta".[15]
- En la zona de Canelón chico hay un monumento en la intersección de la ruta 67 y la ruta 32

## Libros
- 1975, Vida de Don Tomás Berreta de Carlos Walter Cigliuti.
- 1956, Tomás Berreta de Juan Vidart.
- Don Tomás Berreta - El hombre que se forjó a sí mismo -, escrito por Dr. Alberto Brause Berreta.
- Tomás Berreta: Apología de la Acción de Daniel D. Vidart.

| Predecesor: Juan José de Amézaga | Presidente de Uruguay 1 de marzo de 1947-2 de agosto de 1947 | Sucesor: Luis Batlle Berres        |
| Predecesor: Rómulo Rossi         | Intendente de Canelones 1917-1920                            | Sucesor: Consejo de Administración |